# Le Cortège des vainqueurs
Le Cortège des vainqueurs est le premier roman de Max Gallo, publié en 1972 aux éditions Robert Laffont.

## Résumé
Avènement de mussolini, montée du nazisme, triomphe de Hitler : le cortège des vainqueurs c’est de 1917 à 1945, la conquête du pouvoir puis la ruée vers la guerre des aventuriers qui, par l’intrigue et la terreur s’empareront de l’Europe et la conduiront au désastre avant de périr sous ses décombres.

## Parutions et publications
En France
- Édition Robert Laffont, 1972
- Édition J'ai Lu, n°506, 1973
- Édition Le Livre de Poche, n°5610, 1982  (ISBN 2253028630 et 9782253028635)

Autres pays